# Комсомольський сквер (Ростов-на-Дону)
Комсомольський сквер (рос. Комсомольский сквер) — зелений масив, що розташований у Жовтневому районі міста Ростова-на-Дону у Росії.

## Опис
Територію Комсомольського скверу можна поділити на західний і східний сектор. Ремонтні роботи в західній частині скверу велися протягом 2013 року. Передбачалося провести роботи по відновленню тротуарної плитки в тих місцях, де в цьому була необхідність, зробити ремонт лавок і відновити пошкоджені елементи. Також в плані ремонтних робіт передбачалася заміна пошкоджених елементів дитячого ігрового комплексу «Кораблик».
У 2012 році фонтан в Комсомольському сквері опинився на балансі муніципального казенного установи «Управління благоустрою та лісового господарства міста Ростова-на-Дону». Роботи з відновлення його діяльності повинні були бути завершені до кінця серпня 2013 року. У східній частині Комсомольського скверу була запланована висадка лип, кленів та інших саджанців. Будівля автосалону, розміщене на території скверу, посів дитячий центр. Протягом 2013 року повинна була бути проведена реконструкція газонів у східній частині скверу.
У 2015 році в Комсомольському сквері Ростова-на-Дону з'явилася безкоштовна зона Wi-Fi.
У 2017 році на території Комсомольського скверу була організована висадка дерев під час проведення загальноміського суботника.